# Pirri

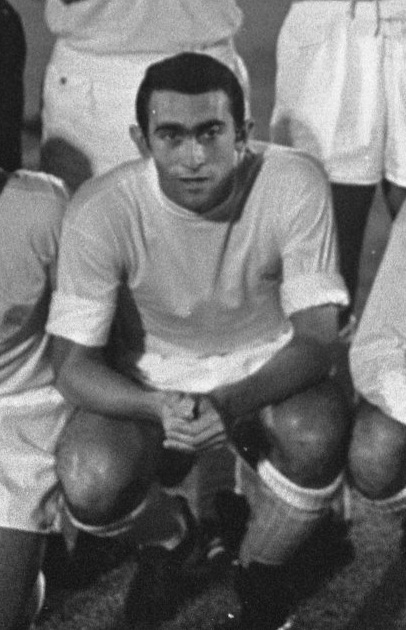
Pirri roku 1967

Pirri, rodným jménem José Martínez Sánchez (* 11. březen 1945, Ceuta) je bývalý španělský fotbalista. Hrával na pozici obránce.
V dresu španělské reprezentace hrál na dvou světových šampionátech, mistrovství v Anglii roku 1966 a mistrovství v Argentině roku 1978. Celkem za národní tým odehrál 41 utkání a vstřelil 16 gólů – ač obránce, vždy jako vynikající exekutor trestných kopů střílel mnoho branek.
S Realem Madrid vyhrál v sezóně 1965/66 Pohár mistrů evropských zemí. Stal se s ním též desetinásobným mistrem Španělska a čtyřnásobným vítězem španělského poháru.
Často se prosazoval v anketě o nejlepšího fotbalistu Evropy Zlatý míč. Byl do ní nominován pětkrát, roku 1967 byl desátý, roku 1968 opět desátý, 1975 jedenáctý, 1971 patnáctý, 1977 dvacátý.